# Нурахмедов, Габил Кямранович
Габил (Хабиль) Кямранович Нурахмедов (24 июня 1992) — российский и азербайджанский футболист.

## Карьера
Начинал свою карьеру в российском любительском клубе «Леки» из Магарамкента, который тренировал его отец, известный в прошлом азербайджанский футболист Кямран Нурахмедов. Вскоре игрок уехал на родину, где он находился в командах Премьер-лиги «Хазар-Ленкорань» и АЗАЛ. Потом перешел в клуб первого дивизиона «Шахдаг», где выходил на поле вместе со своим отцом и братом Камилем Нурахмедовым.
В феврале 2017 года заключил контракт с российским клубом «Ангушт» Назрань.
Летом 2020 года стал игроком клуба «Интер» Черкесск, в составе которого дебютировал 15 августа в домашнем поединке Первенства ПФЛ против команды «Туапсе». 2 июля 2021 года пополнил состав махачкалинского клуба «Легион Динамо». В феврале 2022 года перешёл в «Ессентуки».